# ズックにロック
「ズックにロック」は、日本のバンドゆらゆら帝国の2枚目のシングルである。1999年4月21日発売。発売元はユニバーサルミュージック。

## 概要
- 前作から9ヶ月ぶりとなるシングル。

## 収録曲
1. ズックにロック(4:37)
作詞：坂本慎太郎、作曲・編曲：ゆらゆら帝国
2. ミーのカー(7:45)
作詞：坂本慎太郎、作曲・編曲：ゆらゆら帝国
3. 彼の砂漠(4:34)
作詞：坂本慎太郎、作曲・編曲：ゆらゆら帝国

## 収録アルバム

### ズックにロック
- オリジナル『ミーのカー』（1999年6月16日）
- ベスト『1998-2004』（2004年9月16日）

### ミーのカー
- オリジナル『ミーのカー』（1999年6月16日）
※LONG VERSION
- ベスト『1998-2004』（2004年9月16日）